# Gasturbinenlokomotiven der Union Pacific Railroad

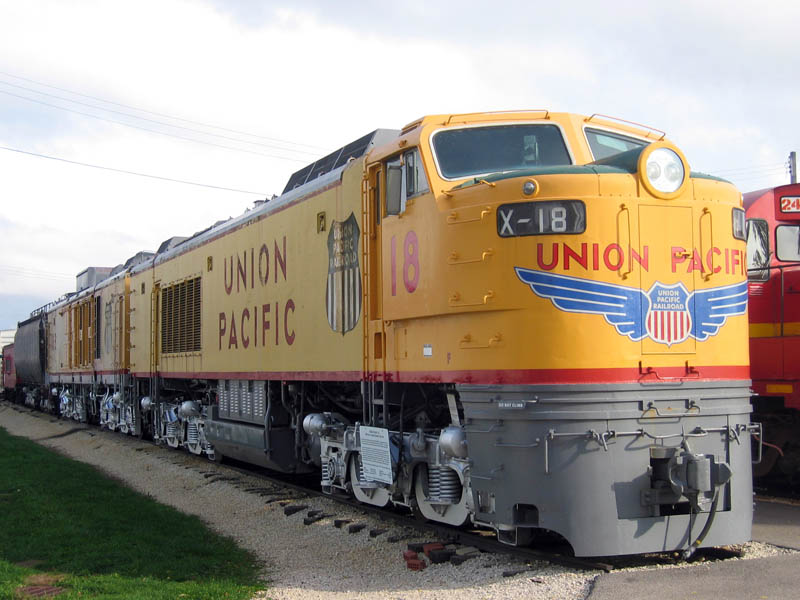
UP 18, eine Gasturbinen-Doppellokomotive der dritten Bauserie

Die Union Pacific Railroad besaß den weltweit größten Fuhrpark an gasturboelektrischen Lokomotiven (englisch gas turbine-electric locomotive, GTEL). Der erste Prototyp, die UP50, wurde von Alco-GE für Gütertransporte auf der Bergstrecke über die Rocky Mountains von Ogden (Utah) nach Green River (Wyoming) gebaut und 1948 bei Union Pacific in Dienst gestellt. Es folgten drei weitere Bauserien, die in Betrieb waren, bis steigende Treibstoffkosten sie Ende der 1960er Jahre unwirtschaftlich machten.

## Prototyp
Union Pacific hatte schon immer danach gestrebt, die größten und technisch besten Lokomotiven zu haben. In den 1930er Jahren waren bereits erste Versuche mit zwei Dampfturbinenlokomotiven unternommen worden, die aber nicht zufriedenstellend waren. Schon vor dem Zweiten Weltkrieg führte Union Pacific Diesellokomotiven ein, die hauptsächlich vor Personenzügen eingesetzt wurden. Um die Zugkraft einer großen Dampflokomotive zu erreichen, wären vier dieser Diesellokomotiven erforderlich gewesen. Union Pacific stellte fest, dass die Unterhaltungskosten einer Lokomotive von ihrer Antriebsleistung unabhängig waren und somit wenige leistungsstarke Lokomotiven günstiger zu unterhalten sein würden als eine größere Anzahl schwächerer Lokomotiven. Es wurde daher nach einem Antriebskonzept mit größerer Leistung gesucht. General Electric hatte Erfahrung mit dem Bau von Gasturbinen für Flugzeuge und schlug vor, eine Gasturbine als Antrieb einer starken Lokomotive einzusetzen. Union Pacific kam zu dem Schluss, dass Turbinenlokomotiven am besten vor Ferngüterzügen eingesetzt werden sollten. Bei Fahrt mit konstanter Geschwindigkeit über längere Strecken ohne Zwischenhalt konnten die Turbinen über lange Zeit hinweg in einem wirtschaftlichen Drehzahlbereich betrieben werden.
Nach Interessensbekundung seitens Union Pacific baute Alco-GE einen Prototyp, die GE 101, welcher 1948 geliefert wurde. Diese Lokomotive wurde später in UP50 umgezeichnet und in den Union-Pacific-Farben lackiert, obwohl sie nie Eigentum von Union Pacific wurde. Im Gegensatz zu den meisten nordamerikanischen Lokomotivtypen mit Verbrennungsmotor hatte diese Lokomotive Führerstände an beiden Fahrzeugenden. Die Führerhäuser ähnelten denen der gleichzeitig von Alco-GE gebauten ALCO-FA-Lokomotivfamilie. Seitlich an der Lokomotive befanden sich zahlreiche Lüftungsgitter, welche in verschiedenen Konstellationen geöffnet und geschlossen werden konnten. Die Achsformel war (Bo’Bo’)(Bo’Bo’). Die Turbine erzeugte eine Leistung von 4.800 PS (3,6 MW), wovon 4.500 PS (3,4 MW) als Antriebsleistung verfügbar waren. Das war mehr als die doppelte Leistung damaliger dieselelektrischer Lokomotiven. Zusätzlich war noch ein kleiner Dieselmotor eingebaut, der verwendet wurde, um die Lokomotive zu rangieren und die Turbine zu starten. Die Turbine wurde mit Dieselkraftstoff angelassen, danach wurde automatisch auf Bunker-C-Öl umgeschaltet. Die Lokomotive war über 24 m lang und 230 t schwer.
Nach intensivem Test des Prototyps wurden drei Bauserien von Turbinenlokomotiven gebaut. Union Pacific hatte die Absicht, die damals aus dem Dienst ausscheidenden Dampflokomotiven vom Typ Big Boy durch Turbinenlokomotiven zu ersetzen.

## Erste Bauserie UP51–UP60
Die erste Bauserie mit den Lokomotiven 51 bis 60 wurde ab 1952 ausgeliefert. Diese Fahrzeuge waren mit dem Prototyp bis auf den fehlenden zweiten Führerstand identisch. 
Die Turbinenlokomotiven wurden fast immer mit Treibstofftendern eingesetzt, wobei umgebaute Schlepptender von Dampflokomotiven mit einer Kapazität von 87.000 l verwendet wurden. Die Tender erhielten durchgehende Steuerkabel für Vielfachsteuerung (englisch multiple-unit train control, MU), um Mehrfachtraktion zu ermöglichen.
Einheit 57 wurde zwischenzeitlich auf Propanfeuerung umgebaut und erhielt einen Druckgaskesselwagen als Tender. Das Propangas verbrennt wesentlich sauberer als Öl, ist aber schwierig zu transportieren, weswegen der Umbau schließlich rückgängig gemacht wurde und auch keine anderen Lokomotiven umgebaut wurden.

## Zweite Bauserie UP61–UP75
Die zweite Bauserie mit den Lokomotiven 61 bis 75 wurde ab 1954 ausgeliefert. Diese Lokomotiven unterschieden sich äußerlich deutlich von denen der ersten Bauserie. Überdachte, seitlich offene Wartungsgänge auf beiden Seiten brachten ihnen den Spitznamen „Verandas“ ein. Die Lüftungsgitter konnten nun nicht mehr geschlossen werden. Turbine und Elektromotoren blieben gleich.

## Dritte Bauserie UP1–UP30

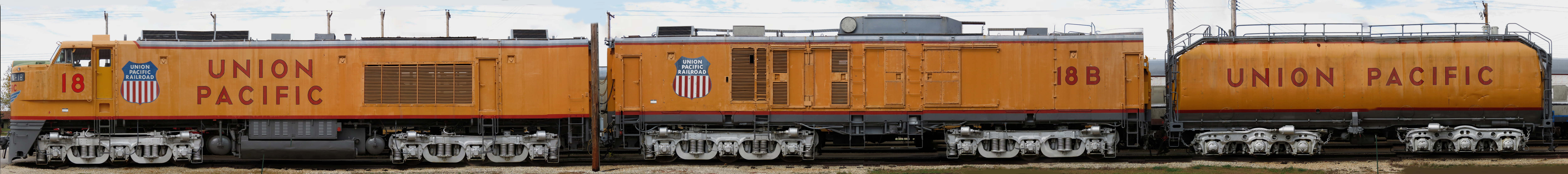
Einheit 18/18B der dritten Bauserie mit Treibstofftender

Die dritte Bauserie mit den Einheiten 1 bis 30 wurde von 1958 bis 1961 ausgeliefert. Diese unterschieden sich stark von den beiden vorherigen Bauserien: Eine größere Turbine mit einer Leistung von 8.500 PS (6,3 MW) wurde eingebaut, und bei jeder Einheit handelte es sich um eine Doppellokomotive aus zwei fest gekuppelten sechsachsigen Fahrzeugen. Die Achsformel jeder Einheit war Co’Co’+Co’Co’. Ein Fahrzeug enthielt den Führerstand, den Hilfsdiesel und weitere Aggregate, während das andere Fahrzeug Turbine und Generator beherbergte. Beide Teile einer Einheit trugen die gleiche Nummer; zur Unterscheidung wurde der Nummer des führerstandlosen Teils daher ein „B“ hinzugefügt (führerstandslose Booster-Lokomotiven werden in Nordamerika ebenfalls als B-Units bezeichnet).
Auf Meereshöhe konnte die Turbine eine Maximalleistung von 10.000 PS (7,5 MW) erzeugen, der Generator war jedoch nur auf 8.500 PS (6,3 MW) ausgelegt. Bis heute ist diese Turbine einer der leistungsfähigsten Antriebe, die je in einem einzelnen Schienenfahrzeug installiert wurden.
Die dritte Bauserie, die aufgrund des von ihr erzeugten Lärms den Spitznamen „Big Blow“ erhielt, verdrängte mit der Zeit die Einheiten 51 bis 75 aus dem Dienst. Da bei den älteren Bauserien Probleme mit verstopften Treibstofffiltern aufgetreten waren, wurden diese entfernt und der Treibstoff stattdessen vor dem Betanken gefiltert.
Die Turbinenlokomotiven beförderten zeitweise mehr als 10 % des Frachtaufkommens bei Union Pacific. Der Treibstoffverbrauch war hoch, etwa doppelt so groß wie der einer gleich leistungsfähigen Diesellokomotive. Um die Treibstoffkosten zu senken, wurden die Turbinen daher mit billigem Bunker-C-Öl betrieben. Bunker C ist in kaltem Zustand jedoch sehr zähflüssig. Die Treibstofftender wurden daher mit einer Heizeinrichtung ausgerüstet, die das Öl auf etwa 90 °C aufheizte. An allen Turbinen traten mit der Zeit Rußablagerungen und Korrosion der Turbinenschaufeln durch aggressive Rückstände auf.

## Ausmusterung
Der Kostenvorteil von Bunker C schwand, als die Raffinerien begannen, Schweröle zu cracken und gleichzeitig die Nachfrage der Kunststoffindustrie nach Erdölprodukten anstieg. Steigende Treibstoffkosten machten die Gasturbinen gegenüber anderen, effizienteren Verbrennungsantrieben unwirtschaftlich. Die letzten Turbinenlokomotiven wurden 1970 ausgemustert. Die Fahrgestelle und einige andere Teile wurden für dieselelektrische Lokomotiven der GE-U50-Lokomotivfamilie verwendet.
Zwei Einheiten der letzten Bauserie blieben erhalten. Einheit 26 befindet sich in Ogden (Utah) und Einheit 18 im Illinois Railway Museum. Einige Tender wurden wieder zu Schlepptendern für die Dampflokomotiven der Union Pacific umgebaut.

## Experimentelle Kohlenstaubturbinenlokomotive
Im Oktober 1961 konstruierte Union Pacific eine eigene, experimentelle Turbinenlokomotive. Dazu wurde eine dieselelektrische Lokomotive vom Typ ALCO PA-2 als vorderes Fahrzeug mit Führerstand, ein als Schrott von der Great Northern Railway gekauftes Fahrwerk einer elektrischen Lokomotive vom Typ GE W-1 und die (modifizierte) Turbine einer Lokomotive aus einer der beiden ersten Bauserien verwendet. Der Verband erhielt zunächst die Nummer 80 und wurde 1965 in 8080 umgezeichnet, um einen Nummerierungskonflikt mit den neu beschafften Lokomotiven vom Typ EMD DD35 zu vermeiden. Die Achsformel des Verbands war (A1A)’(A1A)’+(Bo’Do’)(Do’Bo’), also insgesamt 18 Achsen, von denen 16 angetrieben waren. Ein „Centipede“-Schlepptender (Achsformel 2’5) einer Big Boy-Dampflokomotive erhielt ein Kohlenmahlwerk, um Kohle zu Kohlenstaub zu zermahlen und diesen der Turbine zuzuführen. Die Turbine erzeugte mit diesem Brennstoff eine Leistung von 5.000 PS (3,8 MW). Der beibehaltene Dieselmotor der führenden Lokomotive erzeugte eine Leistung von weiteren 2.000 PS (1,5 MW). Die Gesamtleistung des Gespanns betrug 7.000 PS (5,3 MW). Die Kohlefeuerung vergrößerte die Probleme mit Rußablagerungen und Abnutzung der Turbinenschaufeln noch. Die Kohle fein genug zu mahlen, erwies sich ebenfalls als problematisch; zu große Kohlepartikel konnten die Turbinenschaufeln beschädigen. Das Experiment wurde schließlich als Fehlschlag eingestuft und die Einheit verschrottet. Während die konventionellen Gasturbinen bis zu ihrer Ausmusterung jeweils mehr als eine Million Meilen im Dienst zurücklegten, wurde der Kohlenstaubturbinenprototyp bereits nach 10.000 Meilen abgeschrieben.